# Nyugaton a helyzet változatlan (film, 1930)
A Nyugaton a helyzet változatlan (eredeti címe: All Quiet on the Western Front) 1930-ban bemutatott, fekete-fehér amerikai háborús film Lewis Milestone rendezésében.
A film a német Erich Maria Remarque 1929-ben megjelent azonos című regényéből készült, amely egy német katona szempontjából ad képet az első világháború borzalmairól. A hangosfilm kezdetén forgatott film óriási technikai lépéseket tett meg újításaival, látványos harci jeleneteivel és a militarizmus bemutatásával. A 21 éves Lew Ayres nemzetközi sztárrá vált ezzel az alakítással. Szerepében egy iskolás fiút alakított, akinek minden vágya szolgálni, de aztán kiábrándítja a háború kegyetlensége. A zárókép igen megható, amint közelképben Ayres keze egy pillangó felé nyúl, de lövés dörren és a kéz lehanyatlik.

## Cselekmény
Az első világháború kezdetén a Német Birodalomban eufórikus és győzelmi hangulat uralkodik. A gimnazista Paul Bäumer osztályát tanáruk, Kantorek buzdítja arra, hogy önként jelentkezzenek a hadseregbe. A diákok abban a hitben, hogy szép és dicső élet vár rájuk, elmennek a toborzásra, de hamar csalódniuk kell, mikor Himmelstoß, a korábbi kedves postásuk, órákon át menetelni és sárban gázolni kényszeríti őket. A fiatalok bosszúból megverik Himmelstoßt, amikor az részeg. Paul a szakaszával megérkezik a frontra, és hat osztálytársával Bertinck hadnagy alá kerülnek. A diákokat arcul csapja a valóság, Behnt eltalálja egy repeszdarab, amitől megvakul, majd elvérzik. Amikor Kemmerich megpróbálja megmenteni, a hadnagy megdorgálja érte. A katonákat rémálmok gyötrik, éjszaka nem tudnak pihenni a robbanásoktól és a patkányoktól. Kemmerich halála után szép csizmája többször gazdát cserél, mikor az új tulajdonosok vagy megsérülnek vagy meghalnak. 
A súlyos veszteségek ellenére a lövészárokharcok kemény csatáiban nem sikerül előrelépni. Egyre erősebb az élelemhiány, részben mert a szakács nem akar a frontra jönni. Egy temetői támadás során Paul késsel megsebesít egy francia katonát, de az egész éjszakát az ellenséges katonák elől egy földbe vájt lyukban kell töltenie a francia mellett, aki csak lassan haldoklik. Paul megpróbál vízzel segíteni a francia katonán, de az így is meghal. Mielőtt Paul visszatérne a német katonákhoz, bocsánatot kér a halott franciától. A folyóban való fürdés közben Paul és néhány másik katona felfedez három francia nőt, akikkel együtt töltik az éjszakát - a nők cserébe élelmet kérnek. 
Nem sokkal később Paul és barátja, Albert súlyosan megsebesül egy francia támadásban. Albert lábát a katolikus kórházban amputálják, míg Pault a „halál szobájába” viszik, de Paul felépül. Mikor hazatér, felkeresi régi iskoláját, ahol egykori nacionalista tanára, Kantorek a „német hősiesség” példaképeként akarja feltüntetni. Paul azonban kendőzetlenül beszél a frontról, és hibának minősíti, hogy valaha is háborúba vonult. A jelenlévő gimnazisták rémültnek nevezik. A fiú csalódottan visszatér a frontra, ahol megtudja, hogy sok bajtársa már elesett. Egyiküket, Detering földművest, aki a feleségének akart segíteni az aratásban, mint dezertőrt letartóztatták. Paul felkutatja Katczinskit, de egy repülőgéptámadásban megölik. A századot fiatal és félig tanult fiatalokkal töltik fel, akiket kíméletlenül kiégetnek. Az utolsó jelenetben - 1918 őszén, néhány nappal a háború vége előtt - Paul egy pillangóért nyúl a géppuskaállása előtt, és egy francia mesterlövész agyonlövi.

## Szereplők
| Szerep      | Színész           | Magyar hangja             | Magyar hangja             |
| Szerep      | Színész           | 1. magyar változat (2011) | 2. magyar változat (2014) |
| ----------- | ----------------- | ------------------------- | ------------------------- |
| Paul        | Lew Ayres         | Markovics Tamás           |                           |
| Kat         | Louis Wolheim     | Kapácsy Miklós            | Csuja Imre                |
| Albert      | William Bakewell  | Pálmai Szabolcs           |                           |
| Tjaden      | Slim Summerville  | Katona Zoltán             | Józsa Imre                |
| Leer        | Scott Kolk        | Borbíró András            |                           |
| Mueller     | Russell Gleason   | Hamvas Dániel             |                           |
| Kemmerich   | Ben Alexander     | Molnár Levente            |                           |
| Peter       | Owen Davis, Jr.   | Stern Dániel              |                           |
| Himmelstoss | John Wray         | Bácskai János             | Harsányi Gábor            |
| Detering    | Harold Goodwin    | Renácz Zoltán             |                           |
| Westhaus    | Richard Alexander | Varga Rókus               |                           |
| Kantorek    | Arnold Lucy       | Várday Zoltán             |                           |
| Suzanne     | Yola d'Avril      | Kis-Kovács Luca           |                           |
| Meyer       | Edmund Breese     | Törköly Levente           |                           |

## Fogadtatás

### Kritikai visszhang
A film elnyerte a legjobb film Oscar-díját. A háborús veterán Milestone másodszor kapott rendezői Oscar-díjat ezért a munkájáért. A német cenzorok a náci csoportok erőteljes tiltakozása ellenére engedélyezték a film bemutatását, majd december 11-én betiltották. A lövészárok-hadviselés mindmáig egyik leghitelesebb és legmegrázóbb ábrázolását Eizenstein "kitűnő doktori munkának" nevezte.

### Bevétel adatai
A Box Office Mojo adatai szerint a film 1,2 millió dolláros költségvetésből készült, a bevételről nincs elérhető adat.

## Fontosabb díjak és jelölések
- Oscar-díj (1930)
  - díj: legjobb film
  - díj: legjobb rendezés – Lewis Milestone
  - jelölés: legjobb adaptált forgatókönyv – George Abbott, Maxwell Anderson, Del Andrews
  - jelölés: legjobb operatőr – Arthur Edeson
- Kinema Junpo Awards (1931)
  - díj: legjobb idegen nyelvű film – Lewis Milestone